# The Bled
Pour les articles homonymes, voir Bled.
The Bled est un groupe de post-hardcore américain, originaire de Tucson, en Arizona. Les membres du groupe s'unissent de leur amour pour la musique et leur désir de sortir de Tucson. Ils se forment en 2001 sous le nom de The Radiation Defiance Theory, mais il est changé en raison de sa longueur. Le groupe ocmpte au total trois albums, Pass the Flask, Found in the Flood et Silent Treatment.

## Biographie

### Débuts (2001–2004)
Après leur création, en 2001, ils se font vite un nom dans leur ville natale de Tucson, en Arizona, et enchainent les prestations souvent à guichet fermé. Leur style musical s'inspire du punk hardcore dans la veine de groupes comme Refused, du metalcore dans la veine de Cave In, et du mathcore dans la veine de The Dillinger Escape Plan. Le groupe est formé sous le nom de The Radiation Defiance Theory, mais il est changé en raison de sa longueur.
The Bled signent chez Fiddler Records et enregistrent l'album Pass the Flask en 2003. Un jour avant l'enregistrement de l'album, le chanteur Adam Goss quitte le groupe et suggère James Muñoz de le remplacer. Le reste du groupe s'accorde à cet avis, et Muñoz devient membre permanent. Pass the Flask est publié en juillet 2003, et le groupe tourne énormément en soutien à l'album.

### Found in the Flood(2005–2007)
Avant que l'enregistrement de leur deuxième album ne commence, le bassiste Mike Celi quitte le groupe. Il est remplacé par Darren Simoes. Le groupe signe chez Vagrant Records pour sortir leur deuxième album Found in the Flood en 2005. Pour Found in the Flood, The Bled travaille aux côtés du producteur Mark Trombino (Jimmy Eat World, Blink-182). Il se caractérise par un son moins agressif que son prédécesseur. Il atteint d'ailleurs la  86e place du Billboard 200.
Ils tournent aux côtés de groupes tels que Slipknot, Alexisonfire, Dillinger Escape Plan, Thrice, Midtown, The Used, My Chemical Romance, Underoath, Senses Fail, et AFI.
À la fin du mois de mars 2007, ils rentrent en studio pour enregistrer leur 3e album, ils y placent une webcam, et discutent avec les fans via un forum. Le 6 juin 2006, Jeremy Ray Talley annonce sur leur page Myspace le titre de leur nouvel album. L'album Silent Treatment, qui sortira le 27 septembre 2007.

### Silent Treatment(2007–2008)
Après la tournée Taste of Chaos, le groupe travaille sur un nouvel album. Pour les deux premiers albums, Muñoz et Talley écrit chacun sa moitié de l'album. Pour Silent Treatment, Muñoz et Talley écrivent ensemble. Pendant l'enregistrement, The Bled actionne sa webcam en live à partir de leur studio permettant aux internautes de voir leur progression. Silent Treatment est produit par Brian McTernan (Thrice, Converge).
Peu avant la sortie de Silent Treatment, The Bled par en tournée Projekt Revolution 2007, aux côtés de Linkin Park, HIM, Taking Back Sunday, Saosin, Mindless Self Indulgence, et Placebo. Après l'album, ils tournent au Take Action Tour avec Every Time I Die et From First to Last suivie d'une mini-tournée avec The Dillinger Escape Plan. Le 18 avril 2008, en jouant avec Dillinger Escape Plan au Ridglea Theater à Fort Worth, Texas, le chanteur James Muñoz annonce au public qu'il s'agira de leur dernière tournée pendant un long moment. Pendant leur pause, le bassiste Darren Simoes tourne avec Warship et Reggie and the Full Effect, et le guitariste Jeremy Ray forme le groupe Starving Arms.

### Heat Fetishet séparation (2009–2011)
Après leur tournée pour Silent Treatment, The Bled se retrouve en débit. Mike Pedicone se joint à Gavin Rossdale comme batteur, Ross Ott commence à travailler pour une société appelée ArtistForce, et Darren Simoes décide de finir ses études. Ils sont remplacés par Robbie Burbidge, Brad Murray, Josh Skibar. Le groupe se sépare en 2011.

## Membres

### Derniers membres
- Robbie Burbidge – guitare (2009–2012)
- James Muñoz – chant (2003–2012)
- Mike Patton – basse (2011–2012)
- Josh Skibar – batterie (2009–2012)
- Jeremy Ray Talley – guitare (2001–2012)

### Anciens membres
- Mike Celi – basse (2001–2004)
- Adam Goss – chant (2001–2003)
- Brad Murray – basse (2009–2010)
- Ross Ott – guitare (2001–2008)
- Mike Pedicone – batterie (2001–2008)
- Darren Simoes – basse (2004–2008)
- Shane Sheffer – basse (2010–2011)

## Discographie

### Albums studio
- 2003 : Pass the Flask (réédité en 2007 avec des titres bonus)
- 2005 : Found in the Flood
- 2007 : Silent Treatment

### EP
- 2001 : His First Crush
- 2002 : The Bled

### Apparitions
- The Best of Taste of Chaos - She Calls Home
- Masters of Horror Soundtrack - Nervous Breakdown (reprise de Black Flag)
- Tony Hawk's American Wasteland Soundtrack - House of Suffering (reprise de Bad Brains)
- Resident Evil Extinction Soundtrack - Asleep on the Frontlines (Appliantz Remix)
- Atticus: Dragging the Lake 3 - Red Wedding